# Ужгавенес

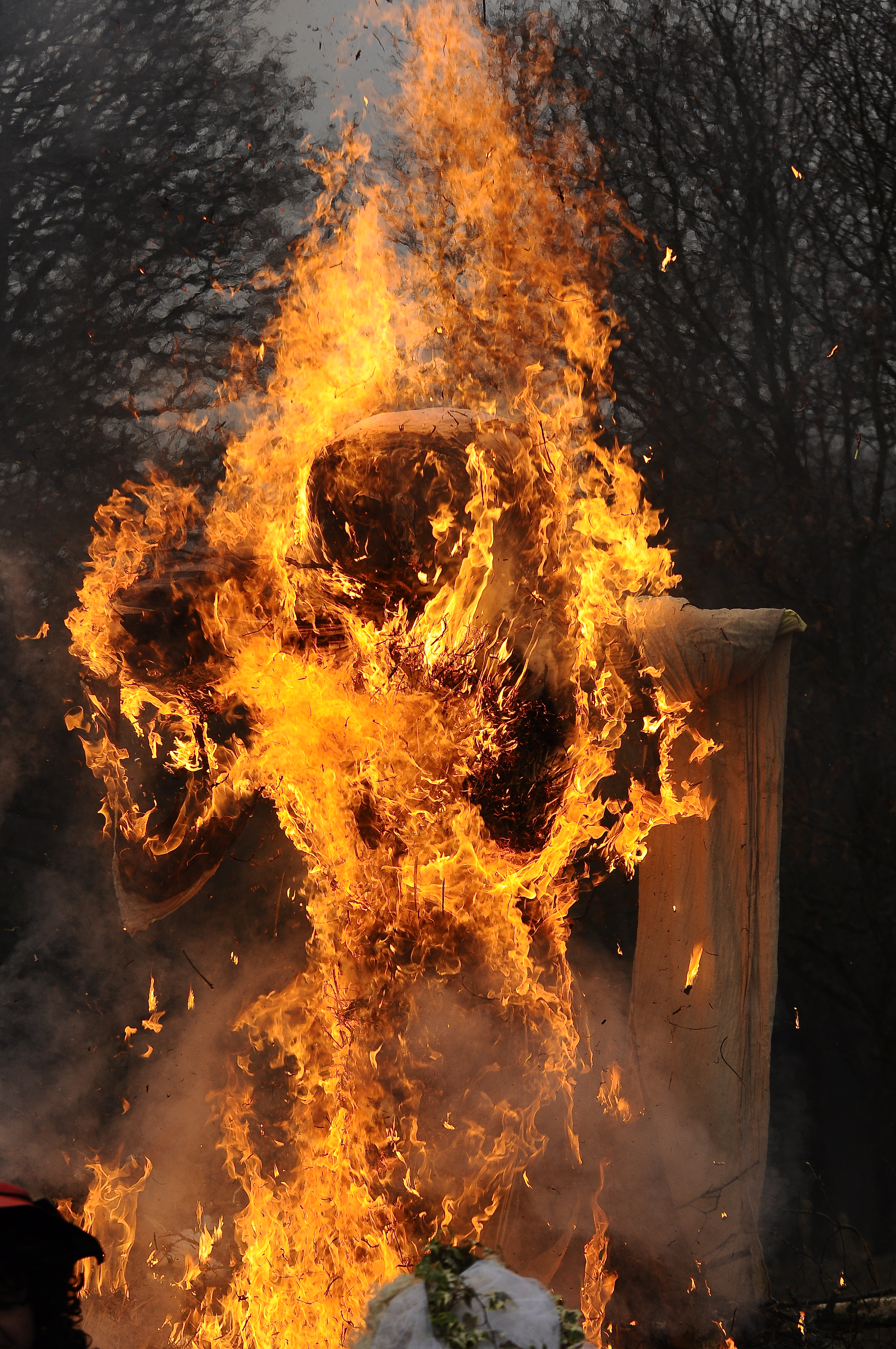
Сожжение Море

Ужгавенес (лит. Užgavėnės, «заговенье») — литовский праздник встречи весны, отмечаемый накануне Пепельной среды. Он имеет немало черт, которые сближают его со славянской Масленицей, и его истоки также лежат в языческой древности.

## Черты, заимствованные у Масленицы
Как и Масленица, этот праздник, войдя в систему христианского календаря, стал предшествовать Великому посту, и поэтому на нем принято наедаться досыта. Как и у восточных славян, здесь принято есть блины, они подаются горячими, с разными начинками. Вопреки распространенному мнению, поедание блинов, скорее всего, связано не с культом Солнца (блины якобы символизируют солнце), а с почитанием предков. Это доказывается тем, что как и у славян, и у литовцев существует поверье, что Ужгавенес это особый день, который разделяет разные природные циклы, а именно — зиму и весну. В такие дни связь между миром людей и миром духов особенно значительная, и в наш мир приходят души умерших предков. В эти дни по всей Европе проводились шествия ряженых. Ряженые подражают духам, которые пришли из темного мира, и громкими веселыми криками отгоняют их. Ужгавенес несет в себе обязательную традицию ряжения, которая должна вызвать веселье, смех у зрителей. Особенно часто встречается наряд козла, который веселит народ не всегда приличным поведением. Постоянно можно встретить также костюмы цыган, ведьм, демонов и т. д. Все это имеет много сходства с другими европейскими праздниками и мифами. Значительную роль в карнавале ряженых играет появление героев по имени Лашининис и Канапинис. Первый, чье имя переводится как «сальный», олицетворяет собой зиму и период поста, поэтому он изображается с толстым пузом и часто обвешан различными мясными блюдами, например, колбасами. Канапинис («конопляный») — худощавый и праведный, он придерживается поста и благодаря этому приобретает особую силу. В ходе их борьбы, которая может разыгрываться разными способами, верх берет Канапинис, что символизирует победу весны и уход зимы. На Руси можно найти подобные мотивы в масляных кулачных боях или взятие ледяной крепости. Как и на Масленицу, на Ужгавенес принято сжигать чучело зимы, которое иногда называют Море. Подобно тому, как и кое-где на Руси процессией, которая ведет чучело зимы до костра, руководит странный человек в смешном костюме, у литовцев Море; процессию может сопровождать также «генерал», который является также и «секундантом» в поединке Лашининиса и Канапиниса. После победы последнего чучело Море торжественно сжигается, этим также руководит «генерал». Подобную картину этнографы наблюдали во многих российских губерниях.

## Праздник сегодня
Ещё в XX веке Ужгавенес праздновали три дня: воскресенье, понедельник и вторник. А сейчас — только по вторникам.
Сегодня это праздник, который широко отмечается во многих местах проживания литовцев. В Вильнюсе праздник проходит на Ратушной площади при большом скоплении народа. Здесь проходят многочисленные конкурсы, открываются лавки с традиционными ремёслами, и прямо на улице готовят много блюд национальной кухни, блины, колбасы, продают хмельные напитки. Другим местом, где массово проводится Ужгавенес, является Румшишкес — парк-музей, где представлены многочисленные этнографические экспонаты, рассказывающие об истории и быте литовцев и их предков.